# JXNV$
Jonas Ribeiro Chagas, (Volta Redonda, 01 de abril de 1992), mais conhecido pelo nome artístico JXNV$, é um produtor musical, dj, beatmaker e MC de Hip hop do Rio de Janeiro. Jonas já produziu diversas músicas, para artistas do Rap nacional,  obteve um  reconhecimento por seus instrumentais, especialmente com o rapper BK. 

## Biografia
JXNV$ nasceu em Volta Redonda e foi criado em Barra do Pirai. Ele é um rapper e beatmaker do selo carioca Gigantes, conhecido pelo seus trabalhos como produtor musical. Jonas Chagas já produziu diversas músicas como Amores, Vícios e Obsessões, O Próximo Nascer do Sol, Quadros de BK, Novo Poder, Gigantes, Cidade do Pecado e outros. Sua carreira solo como rapper é composta pelas faixas: Mec Life, Conta as Notas, Passa Nada e seu EP JX-01.
Além disso, participou no projeto poetas no topo em seu primeiro episódio pela Pineapple StormTV, o DVERSOS: DV x PIRAMIDE PERDIDA e o primeiro EP do Brasil Grime Show. Teve também participação no disco internacional com Sango da Rocinha 4.
Jonas é conhecido por sua diversidade nos beats, logo criando instrumentais com graves fortes e swingados misturando o seu conhecimento de samples nacionais e internacionais . Trabalhou nas músicas do disco Gigantes contando com a mixagem do vencedor ao Grammy, Arthur Luna e a masterização do produtor internacional, Chris Gehringer.
Em 2016, JXNV$ recebeu o Prêmio Genius Brasil de Música Brasileira, na categoria Produtor de Rap 2016.
Em 2018, o Album Gigantes foi eleito o 21º melhor disco brasileiro de 2018 pela revista Rolling Stone Brasil e um dos 25 melhores álbuns brasileiros do segundo semestre de 2018 pela Associação Paulista de Críticos de Arte.
Em 2021, recebeu o Prêmio Nacional RAP TV de Melhor álbum: BK’ – O Líder em Movimento em 2021.

## Produções

### com BK
| Singles |
| --- |
| "Antes dos Gigantes Chegarem, Vol. 1" (2017) "Antes dos Gigantes Chegarem, Vol. 2" (2017) - Selo: Pirâmide Perdida Records |
| “EGITO” (2021) com BK, Djonga e Froid - Selo:Pineapple StormTV                                                             |
| "Cidade do Pecado" (2021) - Selo: Gigantes                                                                                 |

| Albums                                                                                     |
| ------------------------------------------------------------------------------------------ |
| Castelos & Ruínas - Lançamento: 21 de março de 2016 - Selo: Pirâmide Perdida Records       |
| Gigantes - Lançamento: 13 de outubro de 2018 - Selo: Pirâmide Perdida Records              |
| O Líder em Movimento - Lançamento: 07 de setembro de 2020 - Selo: Pirâmide Perdida Records |

### Com o Nectar Gang
| Album Information                                                              |
| ------------------------------------------------------------------------------ |
| Seguimos na Sombra (2015) - Lançamento: 17 de abril de 2015 - Selo: Café Crime |

### com a Pirâmide Perdida
| Album information                                                                          |
| ------------------------------------------------------------------------------------------ |
| Pirâmide Perdida vol. 7 - Lançamento: 07 de julho de 2016 - Selo: Pirâmide Perdida Records |